# Alchemilla exilis
Alchemilla exilis é uma espécie de rosácea do gênero Alchemilla, pertencente à família Rosaceae.